# Cholet-Pays de Loire 2009
Cholet-Pays de Loire 2009 est la 32e édition de cette course cycliste sur route masculine. Elle a eu lieu le 22 mars 2009. Elle est remportée au sprint par l'Argentin Juan José Haedo, de l'équipe Saxo Bank.

## Classement final
|    | Coureur            | Pays      | Équipe        |    | Temps           |
| -- | ------------------ | --------- | ------------- | -- | --------------- |
| 1  | Juan José Haedo    | Argentine | Saxo Bank     | en | 4 h 47 min 31 s |
| 2  | Jimmy Casper       | France    | Besson Chau.  | +  | m.t.            |
| 3  | Alexandre Pichot   | France    | Bouygues Tel. |    | m.t.            |
| 4  | Kevyn Ista         | Belgique  | Agritubel     |    | m.t.            |
| 5  | Matteo Carrara     | Italie    | Vacansoleil   |    | m.t.            |
| 6  | Julien Mazet       | France    | Auber 93      |    | m.t.            |
| 7  | Steven Tronet      | France    | Roubaix       |    | m.t.            |
| 8  | David López García | Espagne   | C. d'Epargne  |    | m.t.            |
| 9  | Romain Feillu      | France    | Agritubel     |    | m.t.            |
| 10 | Jure Kocjan        | Slovénie  | CarmioOro-NGC |    | m.t.            |